# Филимакино
Филима́кино — деревня в Шатурском муниципальном районе Московской области, в составе сельского поселения Пышлицкое. Расположена в юго-восточной части Московской области в 1,5 км к западу от озера Дубового. Входит в культурно-историческую местность Ялмать. Деревня известна с 1648 года.
Население — 42 чел. (2013).

## Название
В писцовой книге Владимирского уезда 1637—1648 гг. упоминается как Зименки, Филимакино тож, в более поздних письменных источниках — Филимакина или Филимакино. Название связано с Филимак, разговорной формой личного имени Филимон.

## Физико-географическая характеристика
Деревня расположена в пределах Мещёрской низменности, относящейся к Восточно-Европейской равнине, на высоте 121 м над уровнем моря. Рельеф местности равнинный. Со всех сторон деревня, как и большинство соседних селений, окружена полями. В 1,5 км к востоку от деревни расположено озеро Дубовое, одно из Клепиковских озёр, через которые протекает река Пра. На западном берегу озера напротив деревни находится луг Грыженик, ранее служивший пастбищем для скота. В 1 км на юго-запад от деревни — низина Деряга.
По автомобильной дороге расстояние до МКАД составляет около 167 км, до районного центра, города Шатуры, — 63 км, до ближайшего города Спас-Клепики Рязанской области — 24 км, до границы с Рязанской областью — 8 км. Ближайший населённый пункт село Пышлицы непосредственно примыкает к деревне с северо-западной стороны.
Деревня находится в зоне умеренно континентального климата с относительно холодной зимой и умеренно тёплым, а иногда и жарким, летом. В окрестностях деревни распространены торфянисто- и торфяно-подзолистые и торфяно-болотные почвы с преобладанием суглинков и глин.
В деревне, как и на всей территории Московской области, действует московское время.

## История

### С XVII века до 1861 года
В XVII веке деревня Филимакино входила в Ялманскую кромину волости Муромское сельцо Владимирского уезда Замосковного края Московского царства. Первым известным владельцем деревни был Давыд Фарсаев. В 7156 (1647/48) году деревня была дана «на прожиток» дочерям Д. Фарсаева — Авдотье и Ненилии. В писцовой книге Владимирского уезда 1637—1648 гг. Филимакино описывается как сельцо на суходоле с двумя дворами, один из которых был помещиков, при деревне имелись пахотные земли среднего качества и сенокосные угодья: «Сельцо, что была деревня Зименки, Филимакино тож, на суходоле. А в нём двор их помещиков; двор крестьянин Тимошка Фролов да братья его Ивашко да Якушко, да Поликарпик Герасимовы. Пашни паханые середние земли и с отхожею пашнею, что на Старцове, тридцать три четверти, да лесом поросло двенадцать четвертей в поле, а в дву по тому ж; сена около поль сто копен».
Сестры Фарсаевы умерли незамужними, и в 1657 году их поместье было дано Льву Ивановичу Извольскому и Емельяну Максимовичу Палицыну.

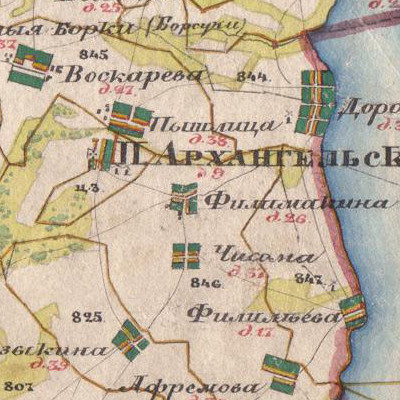
Деревня Филимакино на карте 1850 года

В результате губернской реформы 1708 года деревня оказалась в составе Московской губернии. После образования в 1719 году провинций деревня вошла во Владимирскую провинцию, а с 1727 года — во вновь восстановленный Владимирский уезд.
В 1778 году образовано Рязанское наместничество (с 1796 года — губерния). Впоследствии вплоть до начала XX века Филимакино входило в Егорьевский уезд Рязанской губернии.
В Экономических примечаниях к планам Генерального межевания, работа над которыми проводилась в 1771—1781 гг., деревня описана следующим образом: «Село Архангельское с деревнями: Филимакиной, Чисомой, Афремковою — Григория Афанасьева сына Матюшкина с выделанною церковною землею (47 дворов, 243 мужчин, 240 женщин)… деревни Филимакина, Чисома по обе стороны озёр безымянных… земля иловатая, хлеб и покосы средственны; лес дровяной, крестьяне на оброке».
В последней четверти XVIII века деревня принадлежала лейб-гвардии капитан-поручику Григорию Афанасьевичу Матюшкину, в 1797 году — княгине Екатерине Николаевне Лопухиной. В 1812 году деревней владела княгиня Е. Н. Лопухина.
В Отечественной войне 1812 года погибли два жителя деревни — ополченцы Михайлов Степан, 39 лет, остались сыновья Яков и Василий; Иванов Евлампий Степанович, 41 года, остался сын Пётр.
По данным X ревизии 1858 года, деревня принадлежала князю Дмитрию Алексеевичу Лобанову-Ростовскому.
По сведениям 1859 года Филимакина — владельческая деревня 1-го стана Егорьевского уезда по левую сторону Касимовского тракта, при колодцах.
На момент отмены крепостного права владельцем деревни был князь Лобанов-Ростовский.

### 1861—1917
После реформы 1861 года из крестьян деревни было образовано одно сельское общество, которое вошло в состав Архангельской волости.
Согласно Памятной книжке Рязанской губернии на 1868 год в деревне имелись две ветряные мельницы с одним поставом.
В 1885 году был собран статистический материал об экономическом положении селений и общин Егорьевского уезда. В деревне было общинное землевладение. Земля была поделена по числу работников. Переделы мирской земли (пашни и луга) происходили по мере надобности. В общине был только дровяной лес, который рубили ежегодно, но его было мало, поэтому многим крестьянам приходилось покупать дрова. В селении имелась глина, которую не использовали. Надельная земля состояла из трёх отдельных участков. Сама деревня находилась с краю надельной земли. Дальние полосы отстояли от деревни на одну версту. Пашня была разделена на 48 участков. Кроме надельной земли, у крестьян имелась также сверхнадельная земля.
Почвы были супесчаные, илистые и суглинстые, пашни — ровные, но были низменные, сырые. Луга в основном болотистые, но были и суходольные. Прогоны были неудобные, в связи с чем общине приходилось платить крестьянам деревни Филисово за проход скота на пастбище. В деревне был большой пруд и 11 колодцев с хорошей водой. Своего хлеба не хватало, поэтому его покупали в селе Спас-Клепиках и иногда в Дмитровском Погосте. Сажали рожь, овёс, гречиху и картофель. У крестьян было 22 лошади, 69 коров, 200 овец, 33 свиньи, а также 7 плодовых деревьев, пчёл не держали. Избы строили деревянные, крыли деревом и железом, топили по-белому.
Деревня входила в приход села Архангельское, там же находилась школа. Главным местным промыслом было вязание сетей для рыбной ловли, которым занимались исключительно женщины. Мужчины в основном занимались отхожими промыслами, почти все были плотники — 58 плотников и 1 торговец. На заработки уходили в Московскую, Воронежскую, Саратовскую, Рязанскую губернию и другие места.
По данным 1905 года основным отхожим промыслом в деревне оставалось плотничество. Ближайшее почтовое отделение и земская лечебница находились в селе Архангельском.

### 1917—1991
В 1919 году деревня Филимакино в составе Архангельской волости была передана из Егорьевского уезда во вновь образованный Спас-Клепиковский район Рязанской губернии. В 1921 году Спас-Клепиковский район был преобразован в Спас-Клепиковский уезд, который в 1924 году был упразднён. После упразднения Спас-Клепиковского уезда деревня передана в Рязанский уезд Рязанской губернии. В 1925 году произошло укрупнение волостей, в результате которого деревня оказалась в укрупнённой Архангельской волости. В ходе реформы административно-территориального деления СССР в 1929 году деревня вошла в состав Дмитровского района Орехово-Зуевского округа Московской области. В 1930 году округа были упразднены, а Дмитровский район переименован в Коробовский.
В 1930 году деревня Филимакино входила в Пышлицкий сельсовет Коробовского района Московской области.
В начале 30-х годов в деревне был организован колхоз. Известные председатели колхоза: Володин (1933—1934 гг.), Агафонов (1934—1935 гг.), Князьков (1936 год), Громов (1939 год), Лаврова (1946, 1948 гг.).
В 1928—1930 гг. в деревне существовала начальная школа.
Во время Великой Отечественной войны в армию были призваны 30 жителей деревни. Из них 5 человек погибли и 10 пропали без вести. Уроженка деревни Романова Пелагея Никитична служила в звании ефрейтора во 2-м зенитном пулемётном дивизионе войск МПВО, была награждена медалями «За оборону Москвы» и «За победу над Германией».

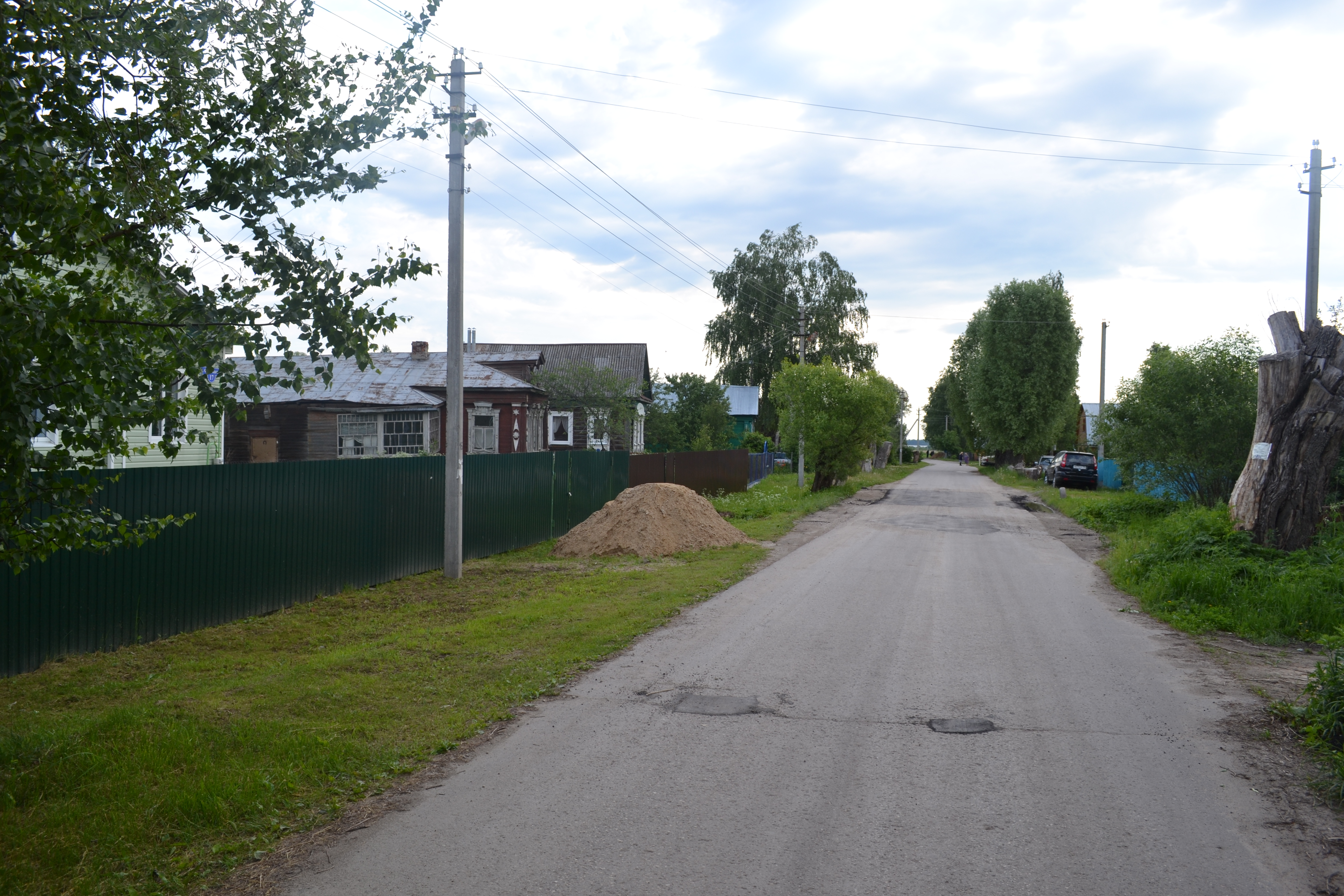
Улица в деревне

В 1951 году было произведено укрупнение колхозов, в результате которого деревня Филимакино вошла в колхоз им. Сталина.
В колхозе, а затем в совхозе работала Громова Анастасия Ефимовна (родилась в деревне Чисома), кавалер ордена «Мать-героиня», воспитала 12 детей.
3 июня 1959 года Коробовский район был упразднён, Пышлицкий сельсовет передан Шатурскому району.
В 1960 году был создан совхоз «Пышлицкий», в который вошли все соседние деревни, в том числе Филимакино.
С конца 1962 года по начало 1965 года Филимакино входило в Егорьевский укрупнённый сельский район, созданный в ходе неудавшейся реформы административно-территориального деления, после чего деревня в составе Пышлицкого сельсовета вновь передана в Шатурский район.

### С 1991 года
В 1994 году в соответствии с новым положением о местном самоуправлении в Московской области Пышлицкий сельсовет был преобразован в Пышлицкий сельский округ. В 2005 году образовано Пышлицкое сельское поселение, в которое вошла деревня Филимакино.

## Население
| 1812 | 1858 | 1859 | 1868 | 1885 | 1905 | 1970 |
| ---- | ---- | ---- | ---- | ---- | ---- | ---- |
| 70   | ↗196 | ↗203 | ↗231 | ↗261 | ↗325 | ↘57  |
| 1993 | 2002 | 2006 | 2010 | 2011 | 2013 |      |
| ↘39  | ↘34  | ↗66  | ↘29  | ↗35  | ↗42  |      |

Первые сведения о жителях деревни встречаются в писцовой книге Владимирского уезда 1637—1648 гг., в которой учитывалось только податное мужское население (крестьяне и бобыли). В деревне Филимакино было два двора: один помещичий двор и один крестьянский двор, в котором проживало 4 мужчины.
В переписях за 1812, 1858 (X ревизия), 1859 и 1868 годы учитывались только крестьяне. Число дворов и жителей: в 1812 — 70 чел.; в 1850 году — 26 дворов; в 1858 году — 100 муж., 96 жен.; в 1859 году — 27 дворов, 100 муж., 103 жен.; в 1868 году — 34 двора, 111 муж., 120 жен.
В 1885 году был сделан более широкий статистический обзор. В деревне проживал 261 крестьянин (39 дворов, 129 муж., 132 жен.), из 41 домохозяина четверо не имели своего двора. На 1885 год грамотность среди крестьян деревни составляла почти 20 % (49 человек из 261), также было 6 учащихся (4 мальчика и 2 девочки).
В 1905 году в деревне проживало 325 человек (48 дворов, 166 муж., 159 жен.), в 1970 году — 27 дворов, 57 чел.; в 1993 году — 20 дворов, 39 чел.; в 2002 году — 34 чел. (19 муж., 15 жен.).
По результатам переписи населения 2010 года в деревне проживало 29 человек (14 муж., 15 жен.), из которых трудоспособного возраста — 11 человек, старше трудоспособного — 15 человек, моложе трудоспособного — 3 человека.
Жители деревни по национальности в основном русские (по переписи 2002 года — 91 %).
Деревня входила в область распространения Лекинского говора, описанного академиком А. А. Шахматовым в 1914 году.

## Социальная инфраструктура
Ближайшие предприятия торговли, дом культуры, библиотека и операционная касса «Сбербанка России» расположены в селе Пышлицы. Медицинское обслуживание жителей деревни обеспечивают Пышлицкая амбулатория, Коробовская участковая больница и Шатурская центральная районная больница. Ближайшее отделение скорой медицинской помощи расположено в Дмитровском Погосте. Среднее образование жители деревни получают в Пышлицкой средней общеобразовательной школе.
Пожарную безопасность в деревне обеспечивают пожарные части № 275 (пожарные посты в селе Дмитровский Погост и деревне Евлево) и № 295 (пожарные посты в посёлке санатория «Озеро Белое» и селе Пышлицы).
Деревня электрифицирована. Центральное водоснабжение отсутствует, потребность в пресной воде обеспечивается общественными и частными колодцами.
Для захоронения умерших жители деревни, как правило, используют кладбище, расположенное около села Пышлицы. До середины XX века рядом с кладбищем находилась Архангельская церковь, в состав прихода которой входила деревня Филимакино.

## Транспорт и связь

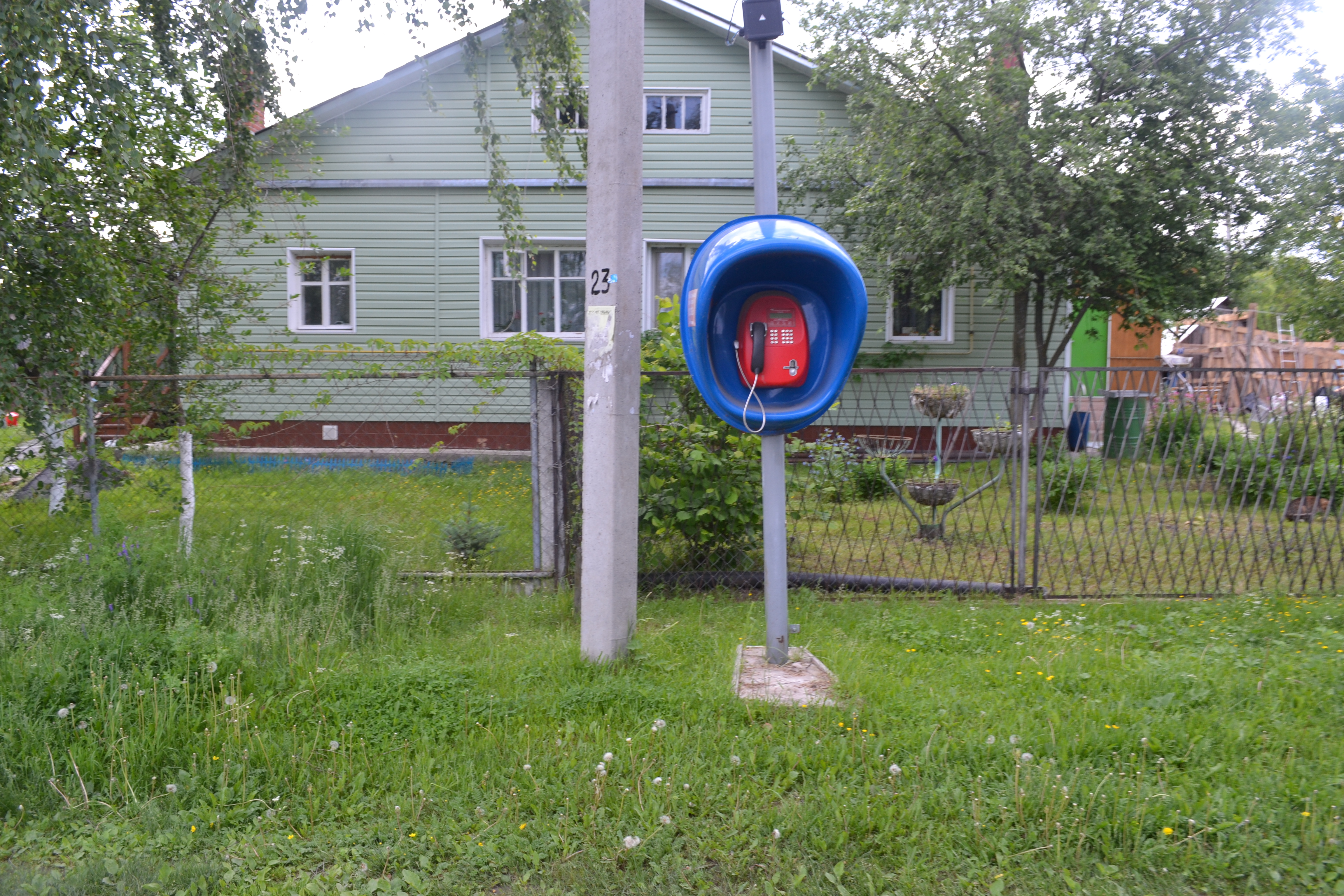
Таксофон в деревне

В 1,5 км к западу от деревни проходит асфальтированная автомобильная дорога общего пользования Дубасово-Пятница-Пестовская, на которой имеется остановочный пункт маршрутных автобусов «Пышлицы».
От остановки «Пышлицы» ходят автобусы до города Шатуры и станции Кривандино (маршруты № 27, № 130 и № 579), села Дмитровский Погост и деревни Гришакино (маршрут № 40), а также до города Москвы (маршрут № 327, «Перхурово — Москва (м. Выхино)»). Ближайшая железнодорожная станция Кривандино Казанского направления находится в 53 км по автомобильной дороге.
В деревне доступна сотовая связь (2G и 3G), обеспечиваемая операторами «Билайн», «МегаФон» и «МТС». В деревни установлен таксофон.
Ближайшее отделение почтовой связи, обслуживающее жителей деревни, находится в селе Пышлицы.